# Họ Thỏ

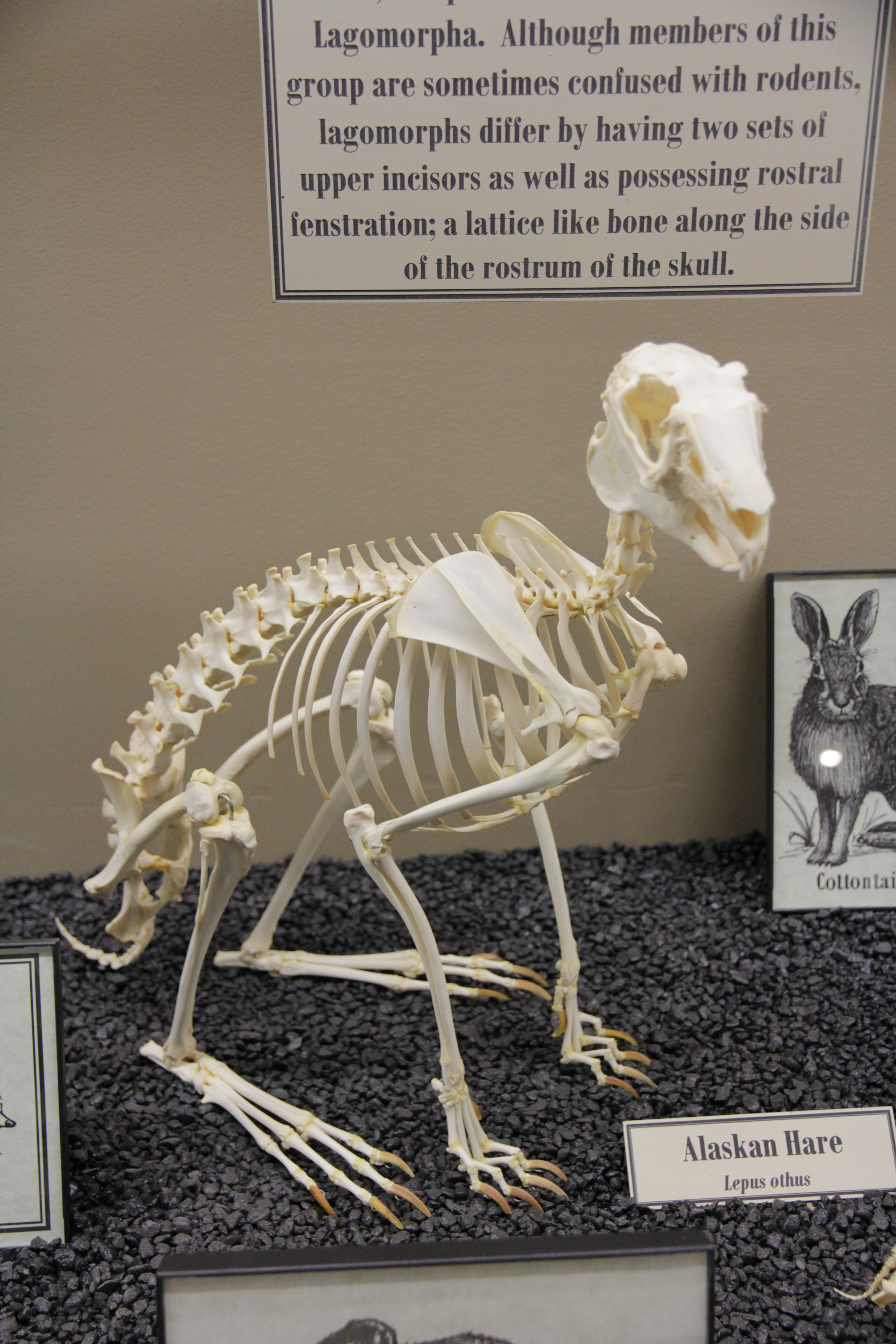
Khung xương thỏ Alaska (Lepus othus) trưng bày ở Bảo tàng xương.

Họ Thỏ (Leporidae) là một họ động vật có vú gồm thỏ và thỏ đồng, gồm hơn 60 loài còn sinh tồn. Từ tiếng Latinh Leporidae có nghĩa là "những loài giống với lepus" (thỏ đồng). Cùng với thỏ cộc pika, Họ Thỏ tạo thành Bộ Thỏ (Lagomorpha). Họ này khác với thỏ cộc pika ở chỗ chúng có đuôi ngắn, nhiều lông, tai và chân sau thon dài.
Cái tên phổ biến "thỏ" thường được áp dụng cho tất cả các chi trong họ này ngoại trừ chi Lepus, vì các thành viên của chi Lepus (gần một nửa số loài) thường được gọi là thỏ đồng. Tuy nhiên, giống như hầu hết các tên phổ biến, sự khác biệt về tên gọi không hoàn toàn khớp với phân loại hiện nay. Trong tiếng Việt, mọi loài trong họ này đều được gọi là "thỏ", nhưng trong tiếng Anh, các loài chi Lepus là được gọi là "hare" (thỏ đồng hay thỏ rừng) còn danh từ "rabbit" chỉ các loài trong các chi còn lại.
Trừ Úc và châu Nam Cực, mọi châu lục đều có quần thể thỏ bản địa. Hơn nữa, vài loài thỏ, nhất là thỏ châu Âu (Oryctolagus cuniculus), đã lan rộng ra nhiều nơi (như hầu hết châu Đại Dương và nhiều hòn đảo khác), gây vấn đề nghiêm trọng cho hệ sinh thái và thương mại.

## Đặc điểm
Họ Thỏ gồm những loài thú cỡ nhỏ và vừa, chuyển động mau lẹ. Chúng có chân sau dài, với bốn ngón trên mỗi bàn chân, cặp chân trước ngắn hơn, mỗi bàn có năm ngón. Lòng bàn chân phủ lông, giúp chống trơn trượt khi chạy, ngón chân có vuốt. Thỏ có tai dài đặc trưng, nhúc nhích được, và có thính giác tinh nhạy. Mắt to, tầm nhìn đêm tốt, cho thấy chúng có lối sống về đêm hay chiều tối.
Loài thỏ nhỏ nhất là Brachylagus idahoensis (chiều dài đầu-mình 25–29 cm, nặng chừng 300 g), còn loài lớn nhất là Lepus europaeus (chiều dài đầu-mình 50–76 cm, nặng từ 2,5–5 kg).
Hầu hết loài thỏ chỉ ăn thực vật (với ngoại lệ trong chi Lepus), chủ yếu ăn cỏ và cây thảo, với đủ loại lá, trái, hạt thêm vào. Thỏ là thú ăn phân: chúng đưa thức ăn qua đường tiêu hoá hai lần, lần một thải ra phân xanh mềm, tái tiêu hoá nó rồi thải ra phân cục đen, cứng. Công thức răng của đa phần các loài thỏ là: {\displaystyle {\tfrac {2.0.3.3}{1.0.2.3}}}

## Phân loại
Họ Leporidae:
- Chi Pentalagus
  - Thỏ Amami (Pentalagus furnessi)
- Chi Bunolagus
  - Thỏ sông (Bunolagus monticularis)
- Chi Nesolagus
  - Thỏ vằn Sumatra (Nesolagus netscheri)
  - Thỏ vằn Trường Sơn (Nesolagus timminsi)
- Chi Romerolagus
  - Thỏ núi lửa (Romerolagus diazi)
- Chi Brachylagus
  - Thỏ lùn (Brachylagus idahoensis)
- Chi Sylvilagus
  - Phân chi Tapeti
    - Thỏ đầm lầy (Sylvilagus aquaticus)
    - Thỏ đuôi bông Brazil (Sylvilagus brasiliensis)
    - Thỏ đuôi bông Dice (Sylvilagus dicei)
    - Thỏ đuôi bông Omilteme (Sylvilagus insonus)
    - Thỏ đồng lầy (Sylvilagus palustris)
    - Thỏ đất thấp Venezuela (Sylvilagus varynaensis)

  - Phân chi Sylvilagus
    - Thỏ đuôi bông sa mạc (Sylvilagus audubonii)
    - Thỏ đuôi bông núi Manzano (Sylvilagus cognatus)
    - Thỏ đuôi bông Mexico (Sylvilagus cunicularius)
    - Thỏ đuôi bông Bắc Mỹ (Sylvilagus floridanus)
    - Thỏ đảo Tres Marias (Sylvilagus graysoni)
    - Thỏ đuôi bông núi (Sylvilagus nuttallii)
    - Thỏ đuôi bông núi Appalachian (Sylvilagus obscurus)
    - Sylvilagus robustus
    - Thỏ đuôi bông New England (Sylvilagus transitionalis)

  - Phân chi Microlagus
    - Thỏ bụi rậm (Sylvilagus bachmani)
    - Thỏ bụi rậm San Jose (Sylvilagus mansuetus)
- Chi Oryctolagus
  - Thỏ châu Âu (Oryctolagus cuniculus)
- Chi Poelagus
  - Thỏ Bunyoro (Poelagus marjorita)
- Chi Pronolagus
  - Pronolagus crassicaudatus
  - Pronolagus randensis
  - Pronolagus rupestris
  - Pronolagus saundersiae
- Chi Caprolagus
  - Caprolagus hispidus
- Chi Lepus
  - Phân chi Macrotolagus
    - Lepus alleni

  - Phân chi Poecilolagus
    - Lepus americanus

  - Phân chi Lepus
    - Thỏ Bắc Cực (Lepus arcticus)
    - Thỏ rừng Alaska (Lepus othus)
    - Thỏ núi (Lepus timidus)

  - Phân chi Proeulagus
    - Thỏ tai to đuôi đen (Lepus californicus)
    - Lepus callotis
    - Lepus capensis
    - Thỏ rừng Tehuantepec (Lepus flavigularis)
    - Thỏ rừng đen (Lepus insularis)
    - Lepus saxatilis
    - Thỏ hoang mạc (Lepus tibetanus)
    - Thỏ rừng tolai (Lepus tolai)

  - Phân chi Eulagos
    - Thỏ rừng chổi (Lepus castroviejoi)
    - Thỏ rừng Vân Nam (Lepus comus)
    - Thỏ rừng Triều Tiên (Lepus coreanus)
    - Thỏ rừng đảo Corse (Lepus corsicanus)
    - Thỏ rừng châu Âu (Lepus europaeus)
    - Thỏ rừng Granada (Lepus granatensis)
    - Thỏ rừng Mãn Châu (Lepus mandschuricus)
    - Thỏ rừng len (Lepus oiostolus)
    - Thỏ rừng cao nguyên Ethiopia (Lepus starcki)
    - Thỏ rừng đuôi trắng (Lepus townsendii)

  - Phân chi Sabanalagus
    - Thỏ rừng Ethiopia (Lepus fagani)
    - Thỏ rừng xavan châu Phi (Lepus victoriae)

  - Phân chi Indolagus
    - Thỏ rừng Hải Nam (Lepus hainanus)
    - Thỏ rừng Ấn Độ (Lepus nigricollis)
    - Thỏ nâu (Lepus peguensis)

  - Phân chi Sinolagus
    - Thỏ rừng Trung Hoa (Lepus sinensis)

  - Phân chi Tarimolagus
    - Thỏ rừng Yarkand (Lepus yarkandensis)

  - Phân chi incertae sedis
    - Thỏ rừng Nhật Bản (Lepus brachyurus)
    - Thỏ rừng Abyssinie (Lepus habessinicus)
- Chi †Serengetilagus
  - †Serengetilagus praecapensis
- Chi †Aztlanolagus
  - †Aztlanolagus agilis